# Chrysobothris fiskei
Chrysobothris fiskei är en skalbaggsart som beskrevs av Fisher 1942. Chrysobothris fiskei ingår i släktet Chrysobothris och familjen praktbaggar. Inga underarter finns listade i Catalogue of Life.